# Karoling pénzrendszer
A karoling pénzrendszer Európa egyik legjelentősebb történelmi pénzrendszere. Kiinduló mennyisége a karoling font volt. Nagy Károly 781-es pénzügyi reformja után 1 font, mint pénz, pontosan ekkora mennyiségű ezüstnek felelt meg. Ebből 240 dénárt vertek. Elszámolási egységként használták még a 12 dénárt érő solidust, amelyből tehát 20 tett ki egy fontot. Valódi, vert pénz ezek közül azonban csak a dénár volt. 
Ezt a rendszer több ország átvette, ezért több nyelven ismert:
| latin:   | 1 libra | = | 20 solidus   | = | 240 denarius |
| francia: | 1 livre | = | 20 sol (sou) | = | 240 denier   |
| angol:   | 1 pound | = | 20 shilling  | = | 240 penny    |
| német:   | 1 Pfund | = | 20 Schilling | = | 240 Pfennig  |

Legtovább az Egyesült Királyságban maradt fenn, ahol ez a számítási rendszer képezte a pénzrendszer alapját egészen az 1971-es decimalizációig.

## A rendszer változatai

### A francia livre
Nagy Károly utódai idején a rendszer változásokon ment át. Franciaországban például 1290-ben 1 livre ezüstből 260 dénárt, 1295-ben 300 dénárt, 1301-ben pedig 400 dénárt vertek. A livre, mint pénzegység ekkor tehát már elszakadt a súlyegységtől, de elszámolási egységként továbbra is használták. Tovább bonyolította a helyzetet, hogy Franciaország egyes régióiban más-más értékű livre-t használtak (roussilloni, languedoci, provence-i, dauphinéi, burgundiai, lotaringiai, párizsi, tours-i). 1200 és 1300 között Languedoc-ban a toulouse-i grófság pénzét, a livre raimondine-t használták, amelyik csak hatodát érte a tours-i livre-nek. 1207-ben 9 livre raimondine csak 30 tours-i sou-t ért. Végül 1667-ben, amikor a párizsi livre-t eltörölték, a tours-i livre (livre tournois,tours-i font) vált Franciaországban egyeduralkodóvá. Ebben szerepet játszott az, hogy a tours-i livre-t használták a Plantagenetek birtokain, amelyekért a százéves háború is folyt. 